# Brønnsletten
Brønnsletten är en tätort i Rauma kommun i Møre og Romsdal fylke i västra Norge. Orten ligger vid fylkesväg 5992, på västra sidan av älven Rauma, söder om kommunens centralort Åndalsnes.